# Zwrotnica elektryczna

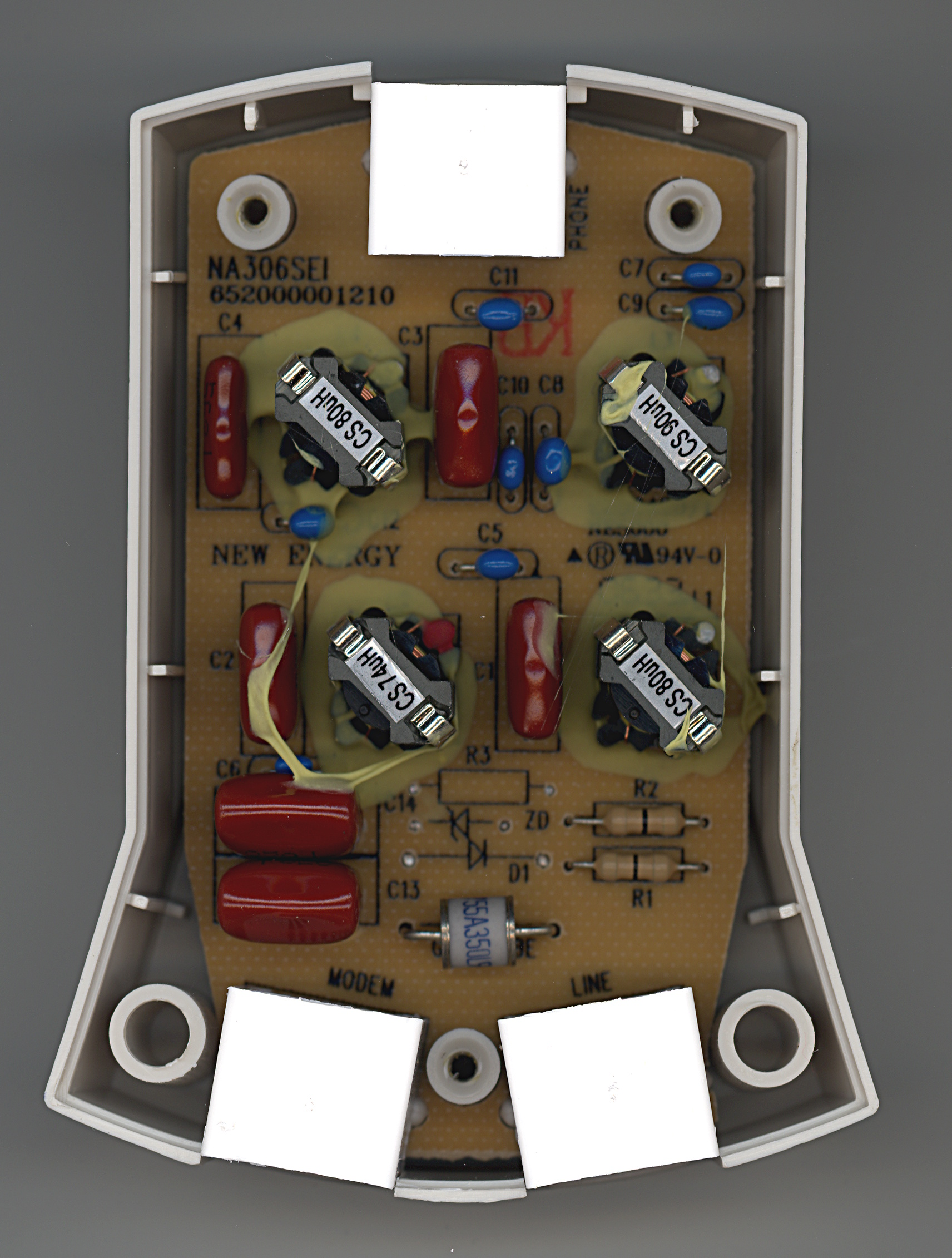
Rozbudowany telefoniczny splitter ADSL – głos

Zwrotnica elektryczna, splitter, spliter (od ang. split — dzielić) – filtr elektroniczny wykorzystywany do rozdzielania sygnałów. Jeżeli w jednym przewodzie przesyłane są dwa rodzaje fal o różnym zakresie częstotliwości, to splitter pozwala na rozdzielenie ich od siebie. Zwykle ma on jedno wejście i dwa wyjścia, ponieważ rozdziela sygnał na dwa sygnały o różnych częstotliwościach nośnych. Wewnątrz splitter zawiera dwa filtry środkowoprzepustowe, a ich charakterystyki są tak dobrane, że na każde z wyjść trafia tylko odpowiedni sygnał.

## Telekomunikacja
W sferze telekomunikacji przewodowej splittery wykorzystuje się najczęściej w technologii ADSL do rozdzielania sygnału telefonicznego od pasma przeznaczonego do transmisji danych, zwykle wykorzystywanego w dostępie do Internetu.

## Telewizja naziemna
Splitterem nazywany jest też typowy rozgałęźnik sygnału, na przykład zwrotnica antenowa sygnału radiowo-telewizyjnego przenosząca pasmo od ok. 40 do ok. 890 MHz.

## Telewizja kodowana
Splitter w kontekście telewizji cyfrowej (DVB) to urządzenie pozwalające korzystać z jednej czipowej karty abonenckiej (smart card) w kilku dekoderach. Urządzenia takie pracują w architekturze klient-serwer. W serwerze systemu umieszcza się kartę platformy cyfrowej, której usługi mają być udostępniane dekoderom. Klient systemu splittera ma zwykle kształt, który umożliwia umieszczenie go w szczelinie dekodera zamiast karty abonenckiej lub kształt osobnego modułu – tak zwanego serwera. Urządzenie takie nie pracuje bezpośrednio na sygnale wideo, a jedynie przesyła informacje niezbędne do jego zdekodowania, co ma miejsce w samym dekoderze (z pomocą algorytmu CSA). Transmisja danych pomiędzy elementami systemu odbywa się drogą przewodową (zwykle jest to czterożyłowy płaski kabel telefoniczny) lub bezprzewodową (najczęściej w otwartym paśmie częstotliwości ISM). To, czy kartę wybranego operatora można rozdzielić, zależy w głównej mierze od stosowanego przez nią systemu dostępu warunkowego). Pośród polskich platform cyfrowych dzielone są najczęściej: CYFRA+ (system Mediaguard) i „n na kartę” (system Conax).

## Oprogramowanie
Przykładowo splitter pracujący w formie filtra DirectShow pozwalający otwierać, przy pomocy popularnych odtwarzaczy multimedialnych, nietypowe kontenery z materiałami wideo. Popularnym filtrem tego typu jest Haali-Media-Matroska-Splitter.